# Đá An Lão
Đá An Lão là một rạn san hô thuộc cụm Loại Ta của quần đảo Trường Sa. Đá này nằm ở đầu mút đông bắc của bãi Đường, cách bãi Loại Ta (tiếng Anh: Loaita Bank) khoảng 18 hải lý (33,3 km) về phía đông bắc.
Đá An Lão là đối tượng tranh chấp giữa Việt Nam, Đài Loan, Philippines và Trung Quốc. Hiện chưa rõ nước nào thực sự kiểm soát đá này.
- Tên gọi: đá An Lão; tiếng Anh: Menzies Reef; tiếng Filipino: Lakandula;[3] tiếng Trung: 蒙自礁; bính âm: Méngzì jiāo, Hán-Việt: Mông Tự tiêu.
- Đặc điểm: có chiều dài tính theo trục đông bắc-tây nam là 13 hải lý (24,1 km). Đá này vẫn bị ngập sóng khi thủy triều xuống. Đá An Lão sâu tối thiểu 1,3 m.[4] Diện tích của thực thể này khoảng 15 km².[2]

## Hình ảnh
| đá An Nhơn Bắc đá An Nhơn đá An Nhơn Nam đá Sa Huỳnh đảo Loại Ta đảo Loại Ta Tây bãi Loại Ta Nam đá An Lão bãi Đường đảo Bến Lạc đá Cá Nhám đá Tân Châu Vị trí của đá An Lão và các thực thể của Cụm Loại Ta (nguồn ảnh: NASA). |